# 44-es busz (Miskolc)
A miskolci 44-es buszjárat a Búza tér és a Pesti úti Auchan áruház kapcsolatát látja el.

## Története
2000. november 24. óta működő járat, a CORA nyitásától ezen az útvonalon jár. 2012. szeptember 1-jétől tulajdonosváltás miatt a CORA végállomás neve Auchan Pesti útra változott.
2015. június 15-től a járatok kb. fele a belváros felé a Déli Ipari Park – Joysontól (korábban Takata) indul.
2022. március 6-tól az Auchan Pesti út felől, szabadnap és munkaszüneti napon, a 16:26-kor induló járat Görömböly érintésével közlekedik. Érdekesség, hogy a társadalmi egyeztetésen belül ehhez hasonló terv szerepelt azzal különbséggel, hogy pár járat a belváros felé a Lavotta utcán át közlekedett volna 44A jelzéssel, de a tervet elutasították.
2022. december 13-tól a járat végállomása a Centrumtól a Búza térre került, illetve nem közlekedik tovább a Déli Ipari Parkig. A járat menetszáma drasztikusan csökkent, helyét nagyrészt a 43-as autóbuszjárat vette át. Több járat Görömböly egy részének az érintésével közlekedik. 
A két állomás közti távot oda 22, vissza 18 perc alatt teszi meg. Ünnepnapokon nem közlekedik.
2022. december 25-től újra a Centrum a végállomása.
2023. február 4-től munkaszüneti napokon az Auchantól 16:26-kor induló járat nem érinti Görömbölyt. 
2023. október 14-től a végállomása újra a Búza térre került, illetve munkanapokon reggel és délelőtt néhány járat a Lehár utca, Lavotta utca és az Erzsébet királyné útja megállóhely érintésével közlekedik.

## Megállóhelyei
| 0  | Búza tér végállomás     | 24 | 1, 3, 3A, 4, 7, 11, 20, 20A, 20B, 24, 28, 32, 43, 45, 101B Volánbusz |
| ∫  | Centrum                 | 20 | 3A, 12, 20, 20A, 20B, 24, 28, 32, 34, 35, 43, 45, Auchan 1 1, 1A, 2  |
| ∫  | Vörösmarty utca         | 19 | 12, 20, 20A, 20B, 21, 28, 34, 35, 43, Auchan 1                       |
| 3  | Hősök tere              | ∫  | 11, 14, 28, 34, 35, 36, 43                                           |
| 4  | Villanyrendőr           | ∫  | 14, 28, 34, 35, 36, 43, Auchan 1 1, 1A, 2                            |
| 6  | Népkert                 | 17 | 12, 14, 20, 20A, 20B, 28, 34, 35, 36, 43                             |
| 8  | SZTK Rendelő            | 15 | 12, 14, 20, 20A, 24, 28, 30, 31, 34, 36, 43                          |
| 10 | Petneházy-bérházak      | 13 | 12, 14, 20, 20A, 24, 28, 30, 31, 34, 36, 43                          |
| 12 | Tapolcai elágazás       | 11 | 4, 12, 14, 20, 20A, 24, 28, 30, 34, 36, 43, 45                       |
| 14 | Hejőcsabai városrész    | 8  | 4, 14, 43, 45                                                        |
| 15 | Hejőcsabai gyógyszertár | 7  | 4, 14, 43, 45                                                        |
| 17 | Cementgyár              | 5  | 4, 14, 43, 45                                                        |
| 19 | Erzsébet királyné u.    | ∫  | 4, 43, 53                                                            |
| 21 | Harsányi út             | ∫  | 4, 43, 53                                                            |
| ∫  | Pesti út                | 2  | 43, 53                                                               |
| 24 | Auchan Dél (Pesti út)   | 0  | 45, Auchan 2                                                         |
| +4 | Déli Ipari Park-JOYSON  | -4 | 43, 45, 53                                                           |